# André Comte-Sponville
André Comte-Sponville, född 12 mars 1952 i Paris, är en fransk filosof. Han var professor vid Sorbonne fram till 1998 och arbetar nu som frilansskribent.

## Texter översatta till svenska
- ”Moral eller etik?”. Ord&Bild 1991:3:  sid. 14–27: ill. 1991. ISSN 0030-4492. Libris 3354578
- Liten avhandling om stora dygder. Stockholm: Norstedt. 1998. Libris 7157332. ISBN 9119714521 (översättning: Jan Stolpe)